# Shenyang Jian-8
Shenyang Jian-8, förkortat Jian-8 eller J-8 (kinesiskaː 沈阳剑8号. NATO-rapporteringsnamnː Finback), är ett kinesiskt jaktflygplan. Flygplanet har många drag från det ryska jaktflygplanet Suchoj Su-15 men är något större och har mer modifierad elektronik. Första flygningen utfördes i juni 1969 och planet togs officiellt i tjänst 1980. Fram tills 2007 hade drygt 300 plan producerats. Ytterligare produktion är idag tveksam då Kina gått vidare till modernare jaktflyg som Chengdu Jian-10 och Shenyang Jian-11.
Den 1 april 2001 kolliderade en J-8IIB med ett United States Navy Lockheed EP-3E ARIES II signalunderrättelseflygplan 112 km sydost om ön Hainan. J-8IIB kraschade och dess pilot, Wang Wei, dödades efter att hans fallskärm misslyckades med att öppnas. EP-3E:an skadades allvarligt och nödlandade på Hainan; alla 24 besättningsmedlemmar överlevde.

## Spel
I krigsspelet War Thunder finns det en Shenyang J-8B.

## Varianter
- J-8 – Första produktionsmodellen. Dagjaktflygplan med en enkel SR-4 radar och två 30 mm auktomatkanoner.
  - J-8I – Förbättrad version för allvädersjakt med den mer avancerade radarn SL-7A och en Grjazev-Sjipunov GSj-23 automatkanon.
  - J-8E – Livstidsförlängd J-8I med modernare radar och radarvarnare.
  - JZ-8 – Spaningsversion.
- J-8II – Helt omkonstruerat flygplan med nos och luftintag kopierade från Mikojan-Gurevitj MiG-23. SL-4A-radar.
  - J-8IIB – Version med den kraftfullare radarn SL-8A.
  - J-8IID – Version med lufttankningsbom och förbättrat navigationssystem.
  - J-8IIM – Exportversion med den ryska radarn Zhuk-8II.
  - J-8III – Förbättrad version med digitalt styrsystem, multifunctional displays och en ny radar baserad på den israeliska Elta EL/M 2035.
  - J-8IIG – Marin version med landningskrok och katapultkrok.

## Bilder

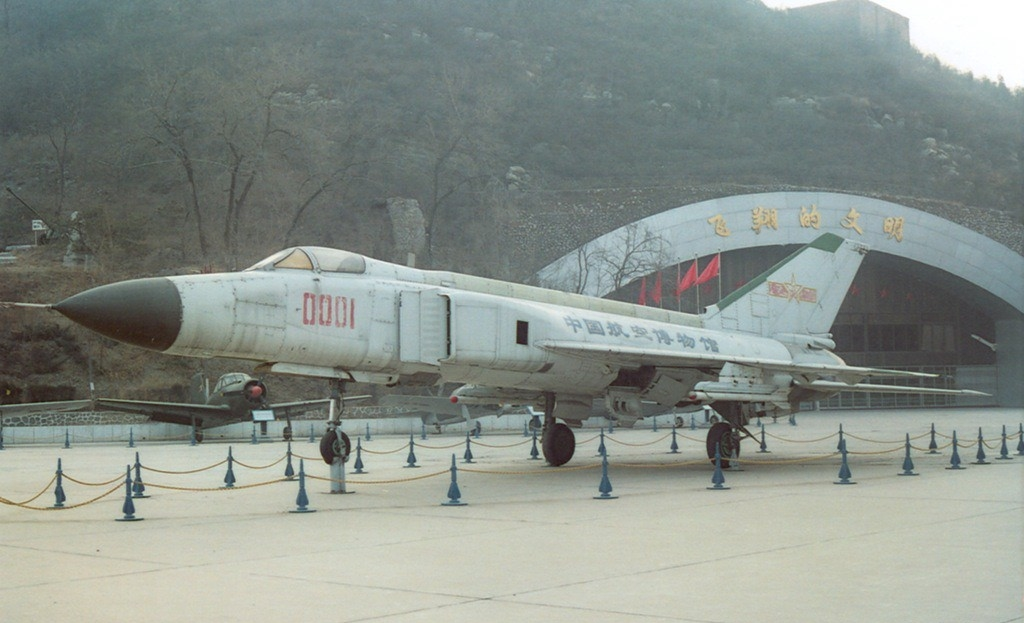
Shenyang J-8II.
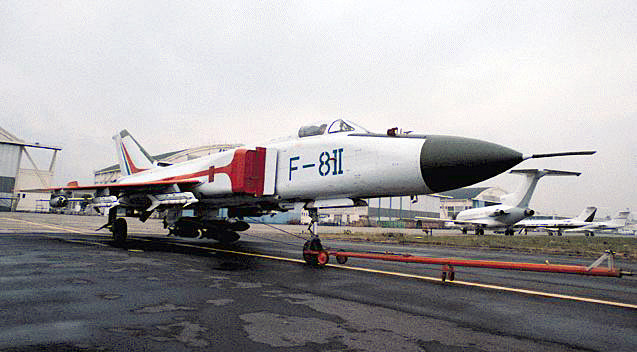
Shenyang J-8F.
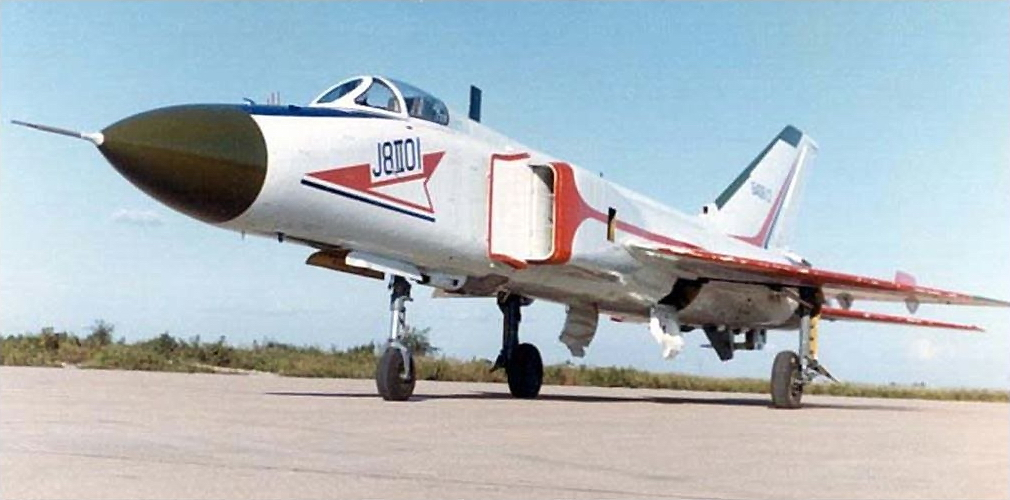
Shenyang J-8B.
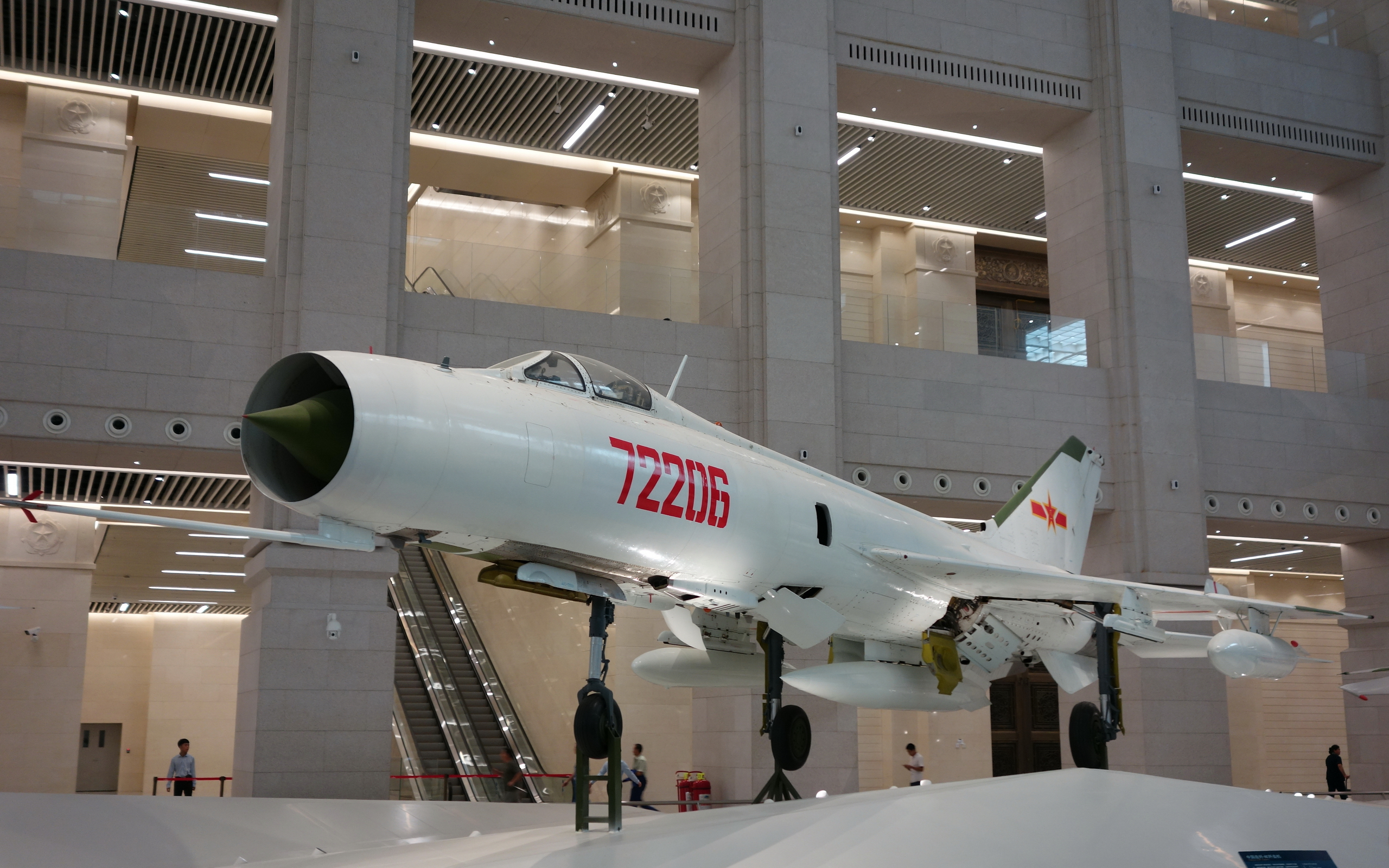
Shenyang J-8E.
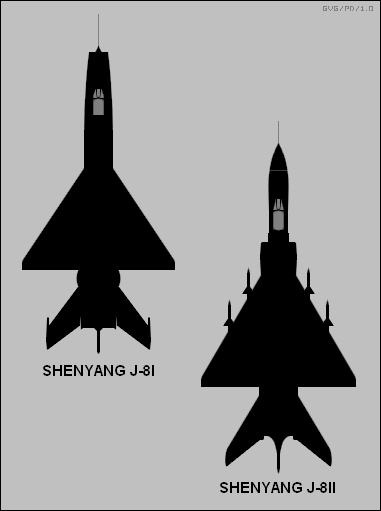
Shenyang J-8I (vänster) och J-8II (höger).